# Crampon (biologie)
Pour les articles homonymes, voir crampon.

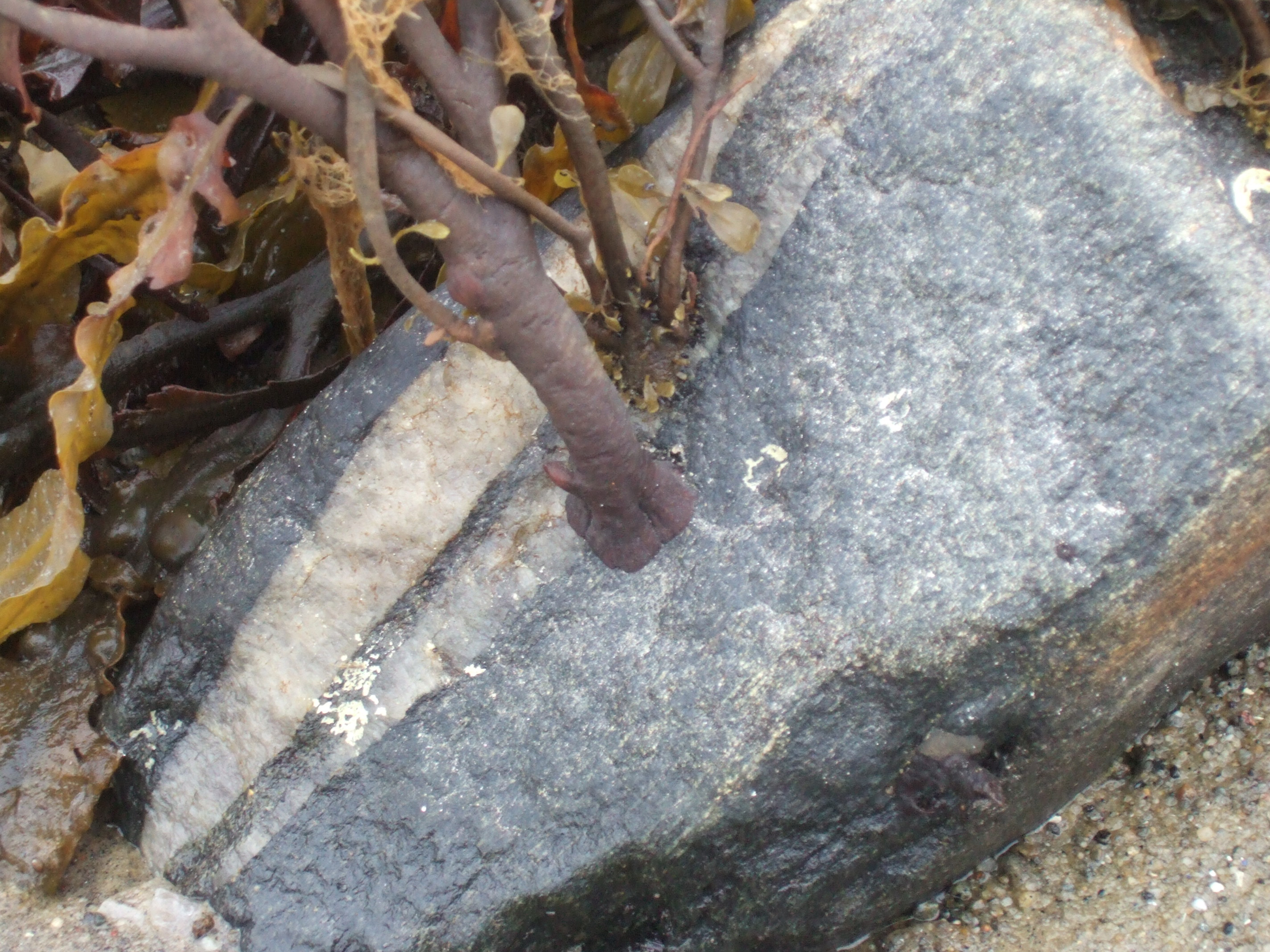
Goémon fixé à un rocher par son crampon.

Le crampon désigne l'appareil fixateur des organismes aquatiques sessiles, notamment des macroalgues de type varech, et par analogie des Zoophytes (Crinoïdes, éponges, Cnidaires). Cette structure qui ressemble à une racine a pour fonction d'ancrer ces organismes à leur substrat.

## Forme des crampons chez les algues
Souvent, lorsque l'algue embryonnaire explore son environnement, elle déploie autour d'elle une multitude de filaments microscopiques incolores, les rhizoïdes. Ces structures allongées sont recouvertes d'une sécrétion riche en polysaccharides qui permettent à l'algue de s'arrimer à son substrat. Une fois fixée, elle renforce son point d'ancrage en fabriquant un véritable ciment et développant son organe, le crampon.
Les crampons chez les algues ont une forme variée selon leur substrat et leur exposition (mode agité ou battu).
Chez le Codium, le crampon a une forme de disque. Chez les laminaires, il est souvent constitué de rhizoïdes. Chez Saccorhiza bulbosa, le crampon est un bulbe composé d'éléments plus ou moins crochus appelés haptères. Creux et pouvant atteindre 50 cm, ce crampon sert d'abri à une microfaune. Le crampon peut changer de morphologie lorsque l'algue est soumise à une exposition différente.

## Galerie

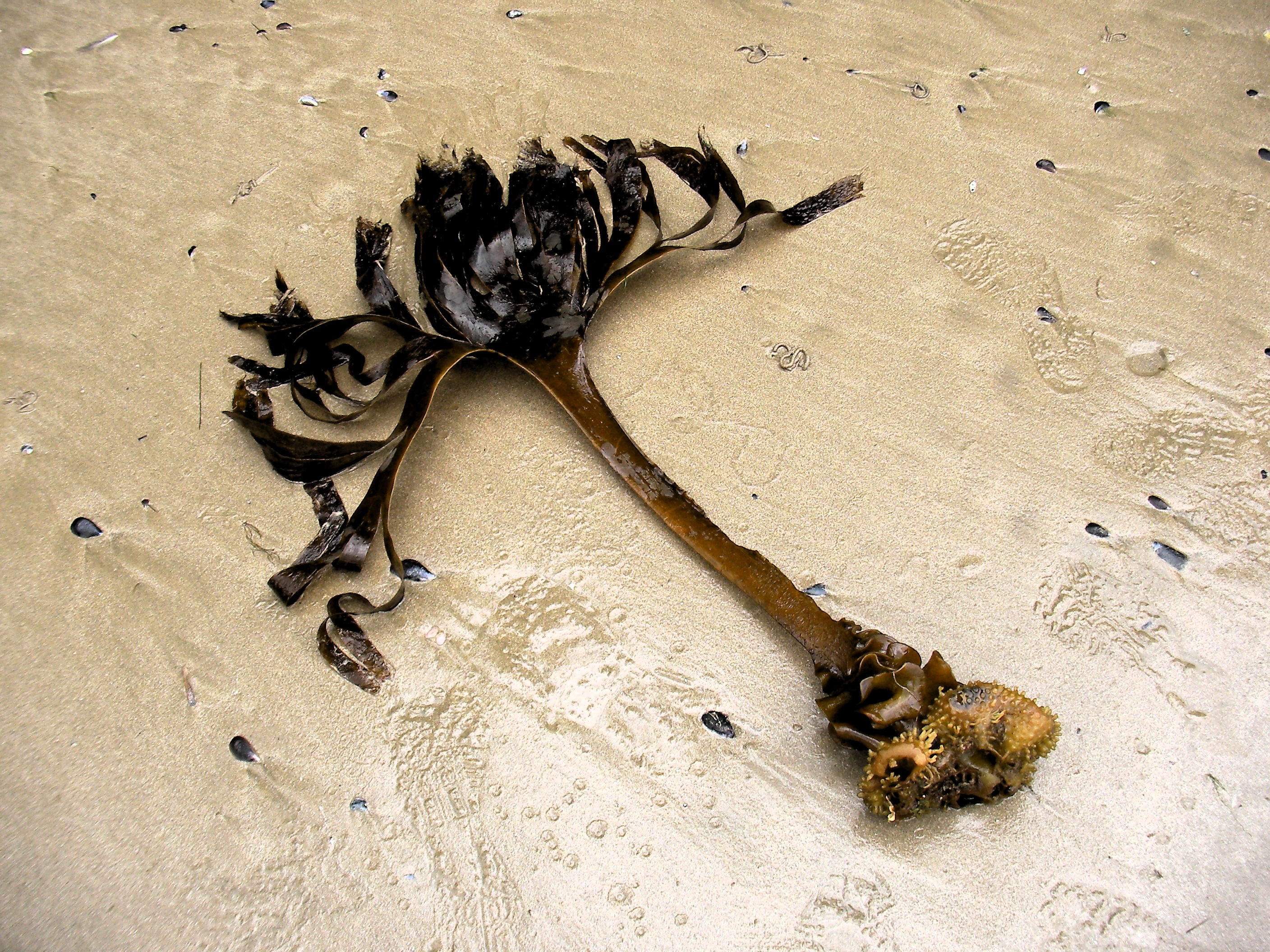
Crampon bulbeux de Saccorhiza
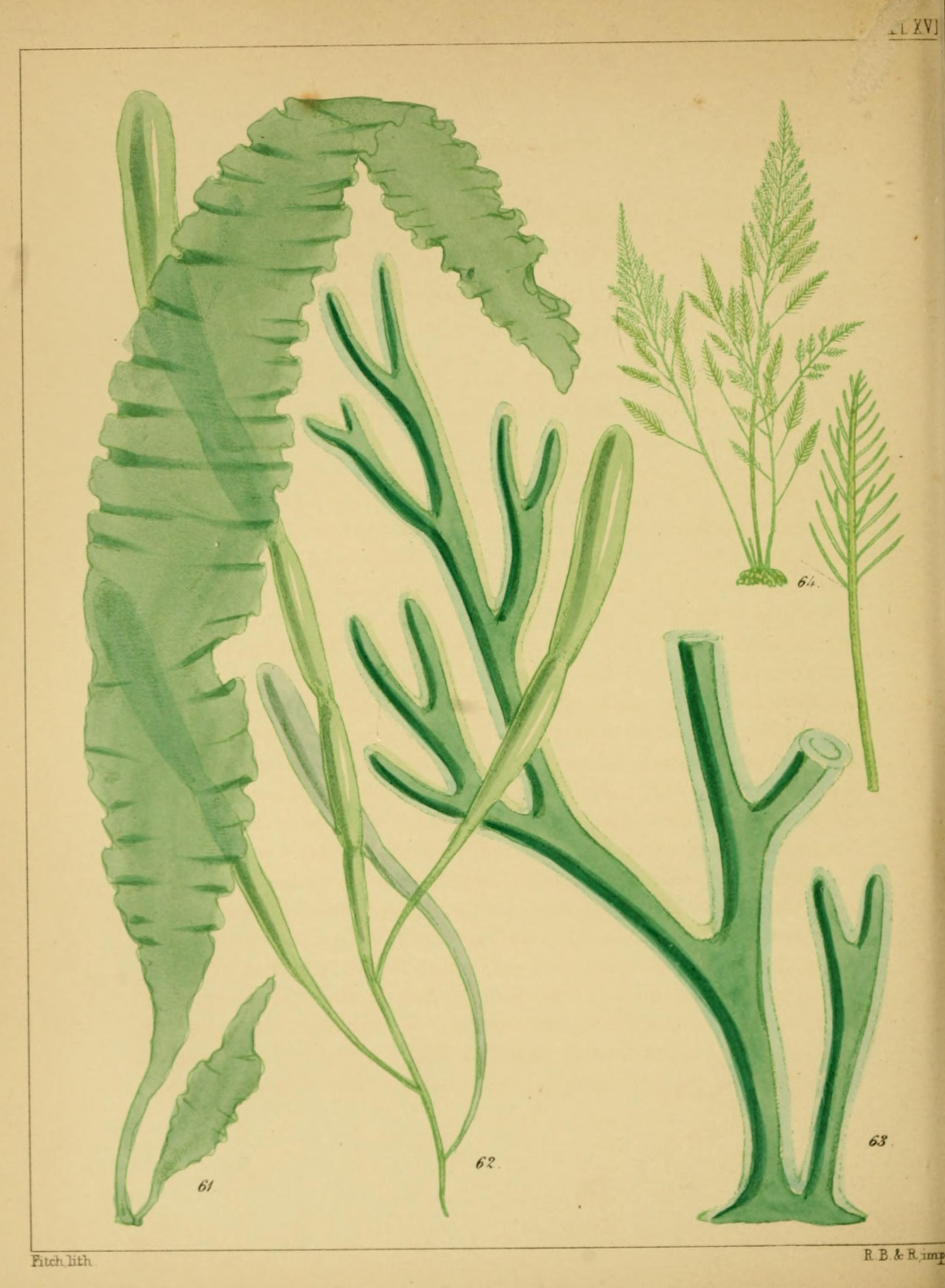
Disque de Codium tomentosum